# Eilema goniophoroides
Eilema goniophoroides är en fjärilsart som beskrevs av Embrik Strand 1912. Eilema goniophoroides ingår i släktet Eilema och familjen björnspinnare. Inga underarter finns listade i Catalogue of Life.